# 佩尔奈
佩尔奈（法語：Pernay，法語發音：[pɛʁnɛ] ⓘ）是法国安德尔-卢瓦尔省的一个市镇，位于该省中部偏西北，属于图尔区。

## 地理
佩尔奈（47°26'37"N, 0°29'58"E）面积17.61 平方千米，位于法国中央-卢瓦尔河谷大区安德尔-卢瓦尔省，该省份为法国中西部省份，北起萨尔特省、东北接卢瓦-谢尔省，东南接安德尔省，南至维埃纳省，西临曼恩-卢瓦尔省。
与佩尔奈接壤的市镇（或旧市镇、城区）包括：昂比尤、吕讷、圣罗克、桑布朗赛、松宰。

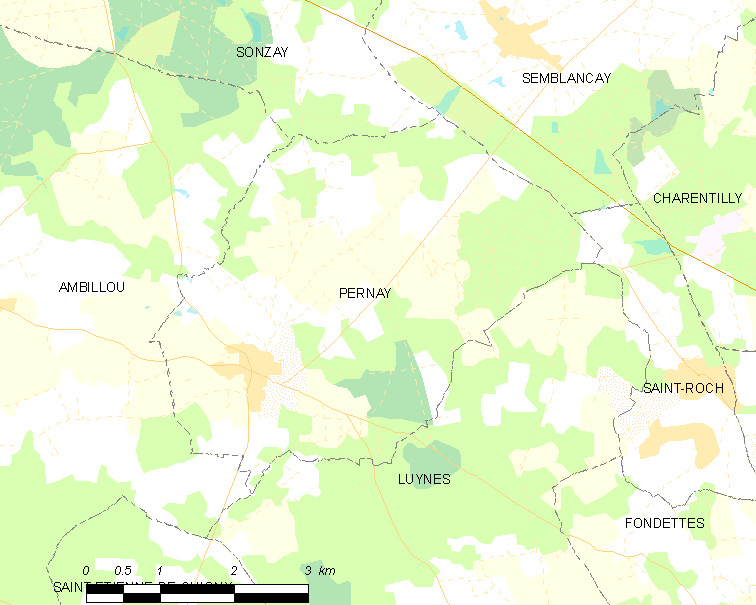
佩尔奈的OSM定位图

佩尔奈的时区为UTC+01:00、UTC+02:00（夏令时）。

## 行政
佩尔奈的邮政编码为37230，INSEE市镇编码为37182。

## 政治
佩尔奈所属的省级选区为雷诺堡县。

## 人口

1962-2008年间佩尔奈人口变化图示

佩尔奈于2022年1月1日时的人口数量为1556人。